# Jüdischer Friedhof (Assens)

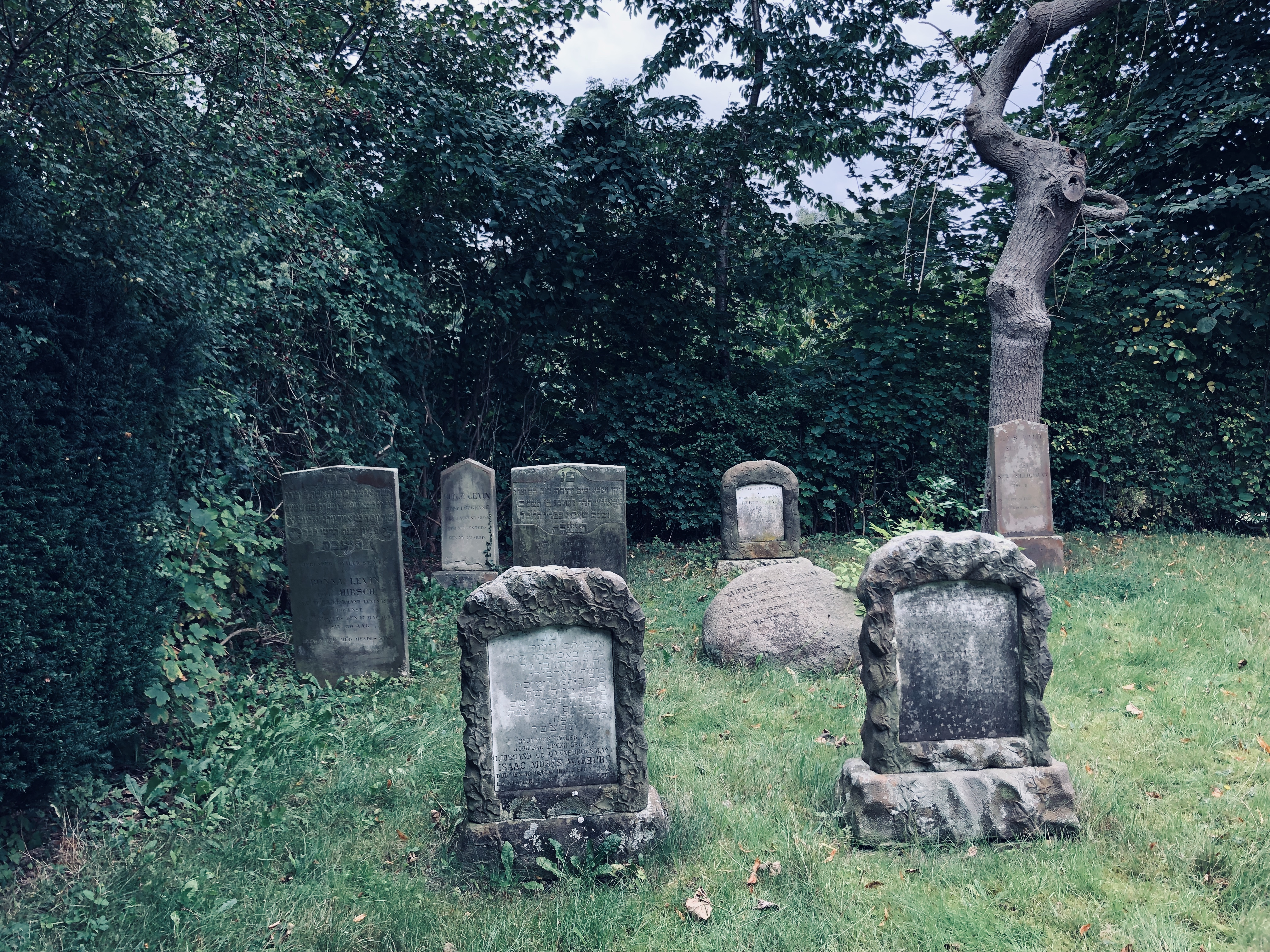
Jüdischer Friedhof Assens

Der Jüdische Friedhof Assens ist ein jüdischer Friedhof (Jødisk Kirkegård) in der dänischen Hafenstadt Assens, die auf Fünen in der Region Syddanmark liegt. 
Auf dem Friedhof, der von 1827 bis 1914 belegt wurde, finden sich die Namen von 47 Verstorbenen. Der Schochet Benjamin Samuel Nayberg, der im Jahr 1827 verstarb, war der erste in der Jüdischen Gemeinde von Assens, der auf dem Friedhof bestattet wurde. Es ist aber kein Grabstein auf seinem Grab vorhanden. Von den 47 Grabstätten auf dem Friedhof haben 22 keinen Grabstein.